# Harmonikus analízis
A harmonikus analízis a matematikának egy olyan ága, amely egy függvény és annak frekvenciában való megjelenítése közötti összefüggések vizsgálatával, egyszerű függvények szuperpozíciójával történő előállíthatóságának kérdéseivel foglalkozik. A matematikának e területe a francia matematikus és fizikus, Jean-Baptiste Joseph Fourier által bizonyos fizikai jelenségek értelmezése során vizsgált trigonometrikus sorokkal kapcsolatosan alakult ki. A huszadik század elején Riesz Frigyes, Fejér Lipót és Haar Alfréd magyar matematikusokat is foglalkoztatta a téma kutatása. A frekvencia-reprezentációt a Fourier-transzformáció segítségével találjuk meg a korlátlan tartományokon, például a teljes valós számegyenesen, vagy a Fourier-sorozatok segítségével a korlátos tartományokon, különösen a véges intervallumokon elhelyezkedő periodikus függvények esetében. Ezen transzformációk más tartományokra való általánosítását általában Fourier-analízisnek nevezik, bár ezt a kifejezést néha felcserélhetően használják a harmonikus analízissel. A harmonikus analízis hatalmas témává vált, és olyan változatos területeken alkalmazzák, mint a számelmélet, az ábrázoláselmélet, a jelfeldolgozás, a kvantummechanika, az árapályelemzés és az idegtudomány.

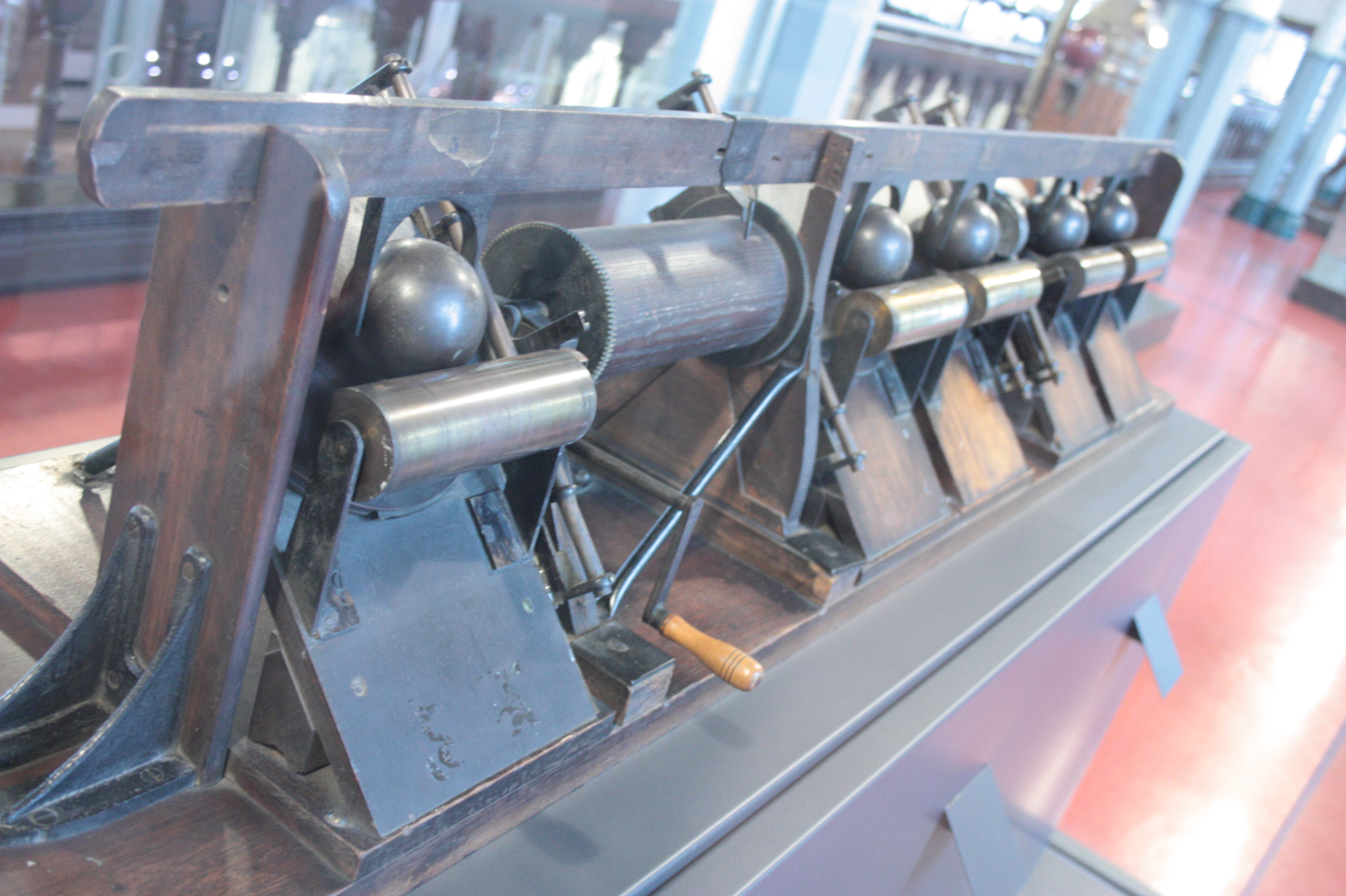
Lord Kelvin harmonikus elemzője 1876, Hunterian Museum, Glasgow

A "harmónia" kifejezés az ógörög harmonikos szóból származik, ami azt jelenti, hogy "zenében jártas". A fizikai sajátérték-problémákban olyan hullámokat kezdett jelenteni, amelyek frekvenciái egymás egész számú többszörösei, akárcsak a hangjegyek harmonikusainak frekvenciái, de a kifejezést az eredeti jelentésén túl általánosították.

## Klasszikus harmonikus analízis
Történelmileg a harmonikus függvények a Laplace-egyenlet megoldásai voltak, ezt a fogalmat először speciális függvényekre, majd általános elliptikus operátorokra terjesztették ki, napjainkban pedig a harmonikus függvényeket a periodikus függvények általánosításának tekintik a sokaságon meghatározott függvénytereken, például általános, nem feltétlenül elliptikus parciális differenciálegyenletek megoldásaként, beleértve bizonyos peremfeltételeket, amelyek szimmetriát vagy periodicitást eredményezhetnek.

## Fourier-analízis
A klasszikus Fourier-transzformáció az Rn-n még mindig folyamatban lévő kutatási terület, különös tekintettel az általánosabb objektumok Fourier-transzformációjára, mint például a temperált eloszlásokra. Például, ha bizonyos követelményeket támasztunk egy f eloszlásra, megpróbálhatjuk ezeket a követelményeket lefordítani f Fourier-transzformációjával. A Paley–Wiener-tétel egy példa erre. A Paley–Wiener-tétel azonnal azt jelenti, hogy ha f a kompakt támogatás nullától eltérő eloszlása (ezek közé tartoznak a kompakt támogatás függvényei), akkor a Fourier-transzformációja soha nem támogatott kompaktan (vagyis ha egy jel korlátozott az egyik tartományban, akkor korlátlan a másikban). Ez a bizonytalansági elv nagyon elemi formája harmonikus elemzési környezetben.
A Fourier-sorok kényelmesen tanulmányozhatók a Hilbert-terek kontextusában, amely kapcsolatot teremt a harmonikus analízis és a funkcionálanalízis között. A Fourier-transzformációnak négy változata létezik, a transzformáció által leképezett terektől függően:
- diszkrét/periodikus-diszkrét/periodikus: diszkrét Fourier transzformáció(wd)[16],
- folyamatos/periodikus-diszkrét/periodikus: Fourier-sor,
- diszkrét/periodikus-folyamatos/periodikus: diszkrét idejű Fourier-transzformáció(wd)[17],
- folytonos/periodikus–folyamatos/periodikus: Fourier-transzformáció.

## Absztrakt harmonikus analízis
Az absztrakt harmonikus analízis elsősorban azzal foglalkozik, hogy a valós vagy komplex értékű függvények (gyakran nagyon általános tartományokon) hogyan tanulmányozhatók szimmetriák, például transzlációk vagy rotációk segítségével (például a Fourier-transzformáción és rokonain keresztül); ez a terület természetesen rokon a valós változós harmonikus analízissel, de szellemiségében talán közelebb áll az ábrázoláselmélethez és a funkcionálanalízishez.
A harmonikus analízis egyik legmodernebb ága, melynek gyökerei a XX. század közepére nyúlnak vissza, a topológiai csoportok analíziséhez. Az alapvető motivációs ötletek a különféle Fourier-transzformációk, amelyek általánosíthatók Hausdorff lokálisan kompakt topológiai csoportokon meghatározott függvények transzformációjára.
Az abeli lokálisan kompakt csoportokra vonatkozó elméletet Pontrjagin kettősségnek nevezik.
A harmonikus analízis ennek a kettősségnek és a Fourier-transzformációnak a tulajdonságait vizsgálja, és megpróbálja kiterjeszteni ezeket a jellemzőket különböző beállításokra, például a nem Abel-féle Lie-csoportok esetére.
Az általános nem-abeli lokálisan kompakt csoportok esetében a harmonikus elemzés szorosan kapcsolódik az egységes csoportreprezentációk elméletéhez. Kompakt csoportok esetében a Peter–Weyl-tétel megmagyarázza, hogyan kaphatunk harmonikusokat, ha minden reprezentáció ekvivalenciaosztályából választunk egy irreducibilis reprezentációt. A felharmonikusoknak ez a megválasztása élvezi a klasszikus Fourier-transzformáció néhány hasznos tulajdonságát a konvolúciók pontszerű szorzatokba való átvitelében, vagy más módon az alapul szolgáló csoportstruktúra bizonyos megértésében. Lásd még: Nem kommutatív harmonikus elemzés.
Ha a csoport sem nem Abel-féle, sem nem kompakt, akkor jelenleg nem ismert általános kielégítő elmélet (a „kielégítő” legalább olyan erős, mint a Plancherel-tétel). Sok konkrét esetet azonban elemeztek, például az SLn-t. Ebben az esetben a végtelen dimenziójú reprezentációk döntő szerepet játszanak.

## Alkalmazott harmonikus analízis

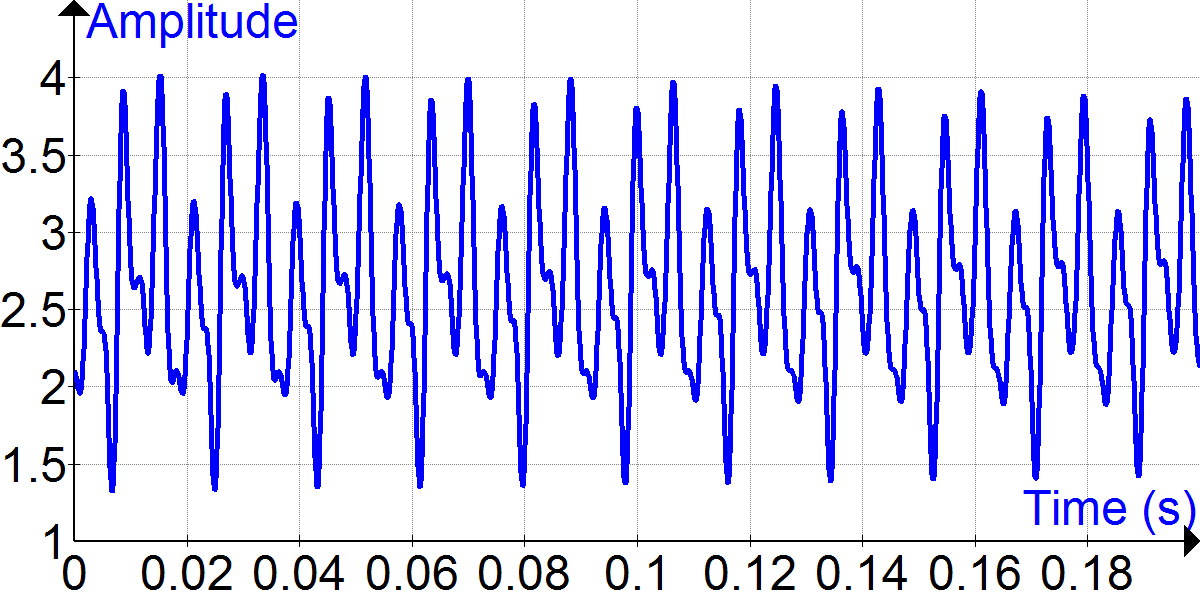
Basszusgitár időjel, nyitott húrú A hang (55 Hz)

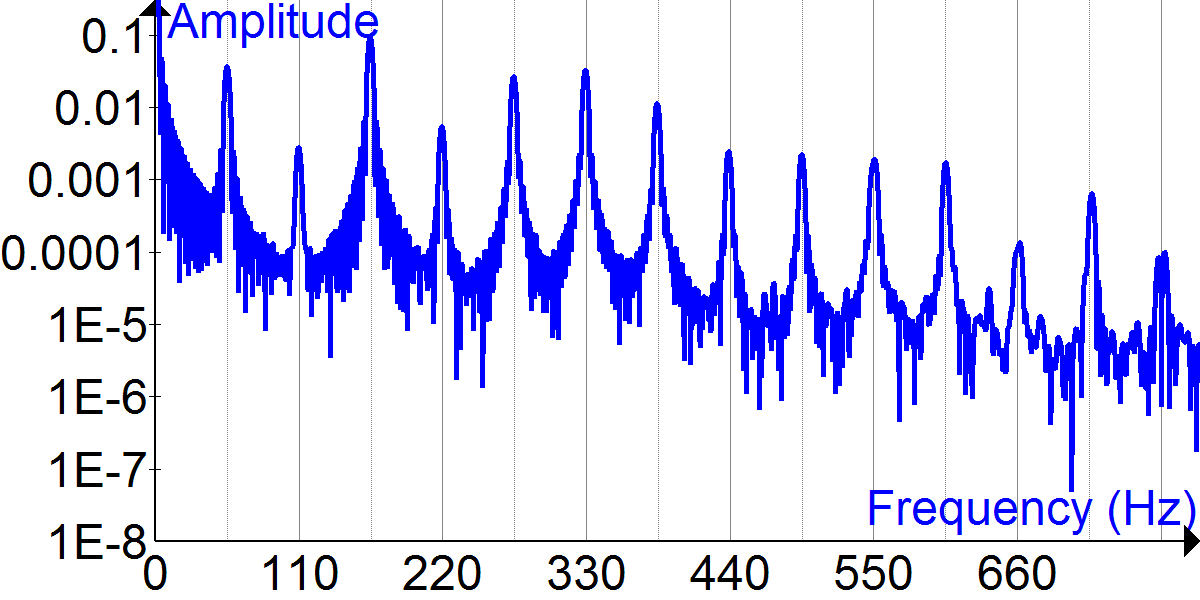
A nyílt húrú A hang basszusgitár időjelének Fourier transzformációja (55 Hz)

A harmonikus analízis számos tudományos és mérnöki alkalmazása abból az elképzelésből vagy hipotézisből indul ki, hogy egy jelenség vagy jel egyedi oszcillációs komponensek összegéből áll. Az óceán árapálya és a vibráló húrok gyakori és egyszerű példák. Az elméleti megközelítés gyakran az, hogy a rendszert differenciálegyenlettel vagy egyenletrendszerrel próbálják leírni, hogy megjósolják a lényeges jellemzőket, beleértve az oszcilláló komponensek amplitúdóját, frekvenciáját és fázisait. A konkrét egyenletek a területtől függenek, de az elméletek általában olyan egyenleteket próbálnak kiválasztani, amelyek az alkalmazható fő elveket képviselik.
A kísérleti megközelítés általában a jelenséget pontosan számszerűsítő adatok beszerzése. Például az árapályok tanulmányozása során a kísérletvezető mintákat vett a vízmélységről az idő függvényében, elég szoros időközönként ahhoz, hogy lássa az egyes oszcillációkat, és elég hosszú ideig ahhoz, hogy valószínűleg több oszcillációs periódus is beletartozzon. A rezgő húrokon végzett vizsgálat során gyakori, hogy a kísérletező a várt legmagasabb frekvencia legalább kétszeresével és a legalacsonyabb frekvencia várható periódusának sokszorosával mintavételezett hanghullámot kap.
Például a jobb oldali felső képen lévő jel egy basszusgitár hanghulláma, amely egy A hangnak megfelelő nyitott húron játszik 55 Hz-es alapfrekvenciával. A hullámforma oszcillálónak tűnik, de összetettebb, mint egy egyszerű szinuszhullám, ami további hullámok jelenlétét jelzi. A hanghoz hozzájáruló különböző hullámösszetevők feltárhatók a Fourier-transzformáció néven ismert matematikai elemzési technika alkalmazásával, melynek eredményét az alsó ábra mutatja. Vegye figyelembe, hogy van egy kiemelkedő csúcs 55 Hz-en, de vannak más csúcsok is 110 Hz-en, 165 Hz-en és más frekvenciákon, amelyek az 55 Hz egész számú többszöröseinek felelnek meg. Ebben az esetben az 55 Hz-et a húrrezgés alapfrekvenciájaként azonosítjuk, az egész többszöröseket pedig harmonikusoknak nevezzük.

## Egyéb ágak
- A laplace-i sajátértékek és sajátvektorok vizsgálata tartományokon(wd)[33], sokaságokon[34] és (kisebb mértékben) gráfokon szintén a harmonikus analízis egyik ágának tekinthető. Lásd például a dob alakjának hallását.[35][36]
- Az euklideszi tereken végzett harmonikus analízis az Rn-en lévő Fourier-transzformáció olyan tulajdonságaival foglalkozik, amelyeknek nincs analógja az általános csoportokon. Például az a tény, hogy a Fourier-transzformáció forgásinvariáns. A Fourier-transzformáció radiális és gömb alakú összetevőire bontása olyan témákhoz vezet, mint a Bessel-függvények és a gömbharmonikusok(wd)[37].
- A csőtartományok harmonikus elemzése a Hardy-terek[38] tulajdonságainak magasabb dimenziókra történő általánosításával foglalkozik.
- Az automorfikus formák(wd)[39] egy szimmetriacsoportra vonatkoztatott, általánosított harmonikus függvények. Ezek a harmonikus analízis régi és egyben aktív fejlesztési területe a Langlands-programmal(wd) való kapcsolatuk miatt.[40]
- A nem lineáris harmonikus analízis a harmonikus- és funkcionálanalízis eszközeinek és technikáinak alkalmazása a nemlineáris rendszerek(wd) tanulmányozására. Ez magában foglalja mind a végtelen szabadsági fokú(wd) problémákat,[41] mind a nem lineáris operátorokat(wd) és egyenleteket.[42]

## Lásd még
Fourier-analízis

## Bibliográfia
- Elias Stein(wd) and Guido Weiss(wd), Introduction to Fourier Analysis on Euclidean Spaces, Princeton University Press, 1971. ISBN 0-691-08078-X
- Elias Stein with Timothy S. Murphy, Harmonic Analysis: Real-Variable Methods, Orthogonality, and Oscillatory Integrals, Princeton University Press, 1993.
- Elias Stein, Topics in Harmonic Analysis Related to the Littlewood-Paley Theory, Princeton University Press, 1970.
- Yitzhak Katznelson(wd), An introduction to harmonic analysis, Third edition. Cambridge University Press, 2004. ISBN 0-521-83829-0; 0-521-54359-2
- Terence Tao, Fourier Transform. (Introduces the decomposition of functions into odd + even parts as a harmonic decomposition over ℤ₂.)
- Yurii I. Lyubich. Introduction to the Theory of Banach Representations of Groups. Translated from the 1985 Russian-language edition (Kharkov, Ukraine). Birkhäuser Verlag. 1988.
- George W. Mackey(wd), Harmonic analysis as the exploitation of symmetry–a historical survey, Bull. Amer. Math. Soc. 3 (1980), 543–698.
- M. Bujosa, A. Bujosa and A. Garcıa-Ferrer. Mathematical Framework for Pseudo-Spectra of Linear Stochastic Difference Equations, IEEE Transactions on Signal Processing vol. 63 (2015), 6498-6509.

## Fordítás
- Ez a szócikk részben vagy egészben  a   Harmonic analysis című angol Wikipédia-szócikk fordításán alapul.  Az eredeti cikk szerkesztőit annak laptörténete sorolja fel. Ez a jelzés csupán a megfogalmazás eredetét és a szerzői jogokat jelzi, nem szolgál a cikkben szereplő információk forrásmegjelöléseként.